# C9娱乐
C9娛樂（韓語：C9엔터테인먼트）是韓國的藝人經紀公司，創立於2012年，旗下藝人包括李碩薰、Younha、CIX、EPEX。

## 歷史
2016年1月，與男歌手鄭俊英簽約。
2016年1月，C9娛樂與GG娛樂宣布合併。
2016年2月，與女歌手Juniel簽約。
2016年2月，與男演員鄭糠雲簽約。
2017年8月30日，推出十人女團GOOD DAY。
2018年11月2日，被CI ENT100%收購，由CI ENT李在英代表出任新代表，但仍將保持單獨經營體系，以「分開」營運方式來創造協同效益。
2019年1月2日，與SG Wannabe成員李碩薰簽訂個人專屬合約。
2019年7月23日，推出五人男團CIX。
2020年1月23日，推出二人組合Poetic Narrator。
2020年2月4日，推出七人女團cignature。
2021年6月8日，推出八人男團EPEX。

## 旗下藝人

### 男歌手
- 李碩薰（SG Wannabe）
- 琴洞弦（KEUM）（EPEX）

### 女歌手
- Younha（高潤荷）

### 組合
| 出道日期      | 組合名稱 | 性別 | 人數 | 成員                                                  | 隊長 | 狀況   | 粉絲名           | 應援色 |
| ------------- | -------- | ---- | ---- | ----------------------------------------------------- | ---- | ------ | ---------------- | ------ |
| 2019年7月23日 | CIX      | 男   | 4    | BX、昇勳、龍熙、炫晳                                  | BX   | 活動中 | FIX (픽스)       | 未公佈 |
| 2021年6月8日  | EPEX     | 男   | 8    | WISH、KEUM、MU、A-MIN、BAEKSEUNG、AYDEN、YEWANG、JEFF | WISH | 活動中 | ZENITH（제니스） | 未公佈 |

## 已離開藝人
歌手／團體
- 鄭俊英（2016–2018）
- Drug Restaurant（2016–2018）
- GOOD DAY（2017–2019）
  - 宋喜珍
  - 金志原 （IRRIS 原REDSQUARE）（Genie → Green → I.L）
  - 金採榮 （IRRIS 原REDSQUARE）（Cherry → Chae A → Liv）
  - 黃那阭 （IRRIS 原REDSQUARE）（Na Yoon → Ari → Yunseul）
  - 金甫珉 （REDSQUARE）
- Cheetah（2014–2020）[1]
- POETIC NARRATOR（2020-2021）
  - JUNIEL（崔瑞峨）（2016-2021）
  - DOKO（金東關）（2019-2021）
- cignature（2020-2024）[2]
  - 金夏恩（2017-2021）（原GOOD DAY）
  - 黃志願（2017-2021）（原GOOD DAY）
  - 文彩率（2017-2024）（原GOOD DAY）
  - 金智源（2017-2024）（原GOOD DAY）
  - 陳賢珠（2017-2024）（原GOOD DAY）（UNIS）
  - 鄭娟貞（2020-2024）
  - 具世美（2020-2024）
  - 尹智媛（2021-2024）
  - 權度喜（2021-2024）
- CIX
  - 裴珍映（2017–2024）

演員
- 李世恩
- 丁義澈
- 韓恩書
- 柳真
- 崔秉默
- 鄭糠雲（2017–2020）[3]

## 昔日練習生
- 全睹炎 （1THE9）
- SHIN （CIX 預備成員）（GHOST9）
- 金世訓 （CIX 預備成員）

## 外部連結
C9娛樂
- C9娛樂 （页面存档备份，存于）的官方網站
- C9娛樂的X（前Twitter）
- C9娛樂的Facebook專頁
- C9娛樂的Instagram帳戶
- YouTube上的C9娛樂頻道